# Кэмпбелл, Стерлинг
Стерлинг Кэмпбелл (англ. Sterling Campbell; род. 3 мая 1964, Нью-Йорк, Нью-Йорк) — американский музыкант и автор песен, бывший барабанщик групп Duran Duran и Soul Asylum.

## Биография
Родился 3 мая 1964 года в Нью-Йорке, США, в афроамериканской семье. В возрасте двенадцати лет он начал учиться играть на барабанах и в возрасте четырнадцати лет познакомился со своим соседом — барабанщиком Деннисом Дэвисом, который пригласил его посетить концерт Дэвида Боуи. После этого Кэмпбелл стал активно практиковаться и начал сочинять свои собственные песни.

## Карьера
Кэмпбелл привлёк широкое внимание общественности в 1986 году, гастролируя с Синди Лопер в рамках её мирового турне True Colors. В 1989 году Кэмпбелл присоединился к группе Duran Duran, а в 1991 году присоединился к составу Soul Asylum. Он участвовал во многих записях и выступлениях группы, включая сингл Runaway Train, получивший премию «Грэмми». В 1995 году Кэмпбелл сменил основного барабанщика Soul Asylum Гранта Янга.
С 1991 года Кэмпбелл начал записываться совместно с Дэвидом Боуи, а в 1992 году, присоединился к его группе и гастролировал с ним в течение четырнадцати лет.

## Личная жизнь
В 1996 году Кэмпбелл практиковал новое религиозное движение Фалуньгун, последователи которого преследуются в Китае. В 2002 году он посетил Пекин, чтобы выступить против этих преследований, но, предположительно, был задержан и избит полицией. С тех пор он продолжает выступать в защиту прав человека в Китае.